# Трансъевропейская сеть внутренних водных путей
Трансъевропейская сеть внутренних водных путей является одной из трансъевропейских транспортных сетей (TEN-T) Европейского Союза.
Согласно статье 11 Решения № 1692/96/ЕС Европейского парламента и Совета Европы от 23 июля 1996 г. «о руководящих принципах Сообщества по развитию трансъевропейской транспортной сети», трансъевропейская сеть внутренних водных путей является состоит из рек и каналов, а также различных рукавов и связей, которые их соединяют. В частности, она должна обеспечить взаимосвязь между промышленными районами и крупными городскими агломерациями, связать их с портами.
Минимальные технические характеристики водных путей, входящих в состав сети, должны соответствовать характеристикам, установленным для водного пути IV класса по классификации европейских внутренних водных путей, что позволяет проходить судну или толкаемому составу 80-85 м. длиной и 9.5 м. шириной. В тех случаях, когда водный путь, являющийся частью сети, модернизируется или строится, технические характеристики должны соответствовать, по крайней мере, классу IV, с перспективой достичь класса Va/Vb позжее и обеспечивать удовлетворительный проход судов, используемых для комбинированный транспорт. Класс Va разрешает проход судна или толкаемого состава судов длиной 110 м. и шириной 11,40 м., а класс Vb разрешает проход толкаемого состава судов длиной от 172-185 м и шириной 11,40 м.
С 2002 года водные пути России формально и официально включены в Трансъевропейскую сеть внутренних водных путей.

## Внутренние порты
Внутренние порты являются частью сети, как пункты взаимосвязи между внутренними водными путями.
Внутренние порты должны быть:
- открыты для коммерческого движения;
- расположенны на сети внутренних водных путей, как показано на схеме[3];
- соединены с другими трансъевропейскими транспортными путями, как показано в документе выше;
- оборудованы перегрузочными мощностями для интермодальных перевозок или с годовым объемом грузоперевозок не менее 500 000 тонн.